# The Last Day
The Last Day (L'últim dia) és un mini-episodi de la sèrie de televisió britànica de ciència-ficció Doctor Who. Va ser posat a disposició per la BBC iPlayer i YouTube el 21 de novembre de 2013, com a part de la BBC One com a preparatiu de l'especial del 50è aniversari.